# Tulan kagan
Tulan kagan (kitajsko: 都蘭可汗/都兰可汗; pinjin: dōulán kěhàn; Wade–Giles: tu-lan k'o-han, osebno ime 阿史那雍虞閭/阿史那雍虞闾; āshǐnà yōngyúlǘ; a-shih-na yung-yü-lü) je bi sin Išbara kagana in sedmi kagan Prvega turškega kaganata, * ni znano, † 599. 

## Vladanje
Leta 593 je zbral dovolj moči, da je prenehal plačevati davke cesarju Vendiju. Princesa Čjandžin je s kaganovim tekmecem Tulijem, od leta 593 Jami kaganom, na skrivaj načrtovala napad na cesarstvo Sui, ki ga  je Tulan kagan preprečil. Zaroto je razkril Čang sun-šeng, vohun cesarstva Sui. Leta 599 je Tulan združil sile s svojim naslednikom  Tardujem in začel invazijo na Sui, vendar so ga njegovi možje leta 599 umorili.

## Družina
Poročen je bil z očetovo ženo, princeso Čjandžin iz Severnega Džoua. Princesa je zdaj bolj znana po sujskem dinastičnem naslovu 'princesa Daji'. Poroka je bila sklenjena zaradi političnih interesov cesarja Vendija. 